# فيلا ديل ري
بلدية فيلا ديل ري (بالإسبانية: Villa del Rey)‏، هي بلدية تقع في مقاطعة قصرش والتي تقع في منطقة إكستريمادورا، غرب إسبانيا.
يبلغ عدد سكانها 179 نسمة وفقاً لإحصائية سنة (2002).